# Турку (аэропорт)
Аэро́порт Ту́рку (фин. Turun lentoasema, швед. Åbo flygplats) — один из трёх крупных международных аэропортов Финляндии, находящийся в городе Турку.

## История
Здание аэропорта построено в 1956 году в 8 км севернее центральной части города Турку, в районе с одноимённым названием.
В соответствии с новым генпланом города Турку (2000) для расширения площади аэропорта Управление воздушного транспорта Финляндии составило проект, который даёт возможность значительно увеличить объём нового строительства.
В 2008 году поток пассажиров составил 318 097 человек, а грузоперевозки — 4695 тонн.
В 2014 году компания Finavia планировала значительные работы по модернизации аэропорта.

## Авиакомпании и пункты назначения
Аэропорт Турку имеет два пассажирских, а также два грузовых терминала, которые обслуживают около десятка компаний. Регулярное сообщение с аэропортом осуществляется автобусом № 1, по маршруту Порт — Торговая площадь — Аэропорт.
Ирландская бюджетная компания Ryanair, осуществлявшая регулярные полёты в Брюссель (Charleroi), Лондон (Станстед) и сезонные в Жирона (Costa Brava) и Малага, на зиму 2012—2013 годов прекратила свои полёты из Турку, а в конце 2013 года полностью упразднила своё представительство.
С октября 2013 года норвежская компания Norwegian открыла пробные рейсы по маршруту Турку — Аликанте.

### Пассажирские

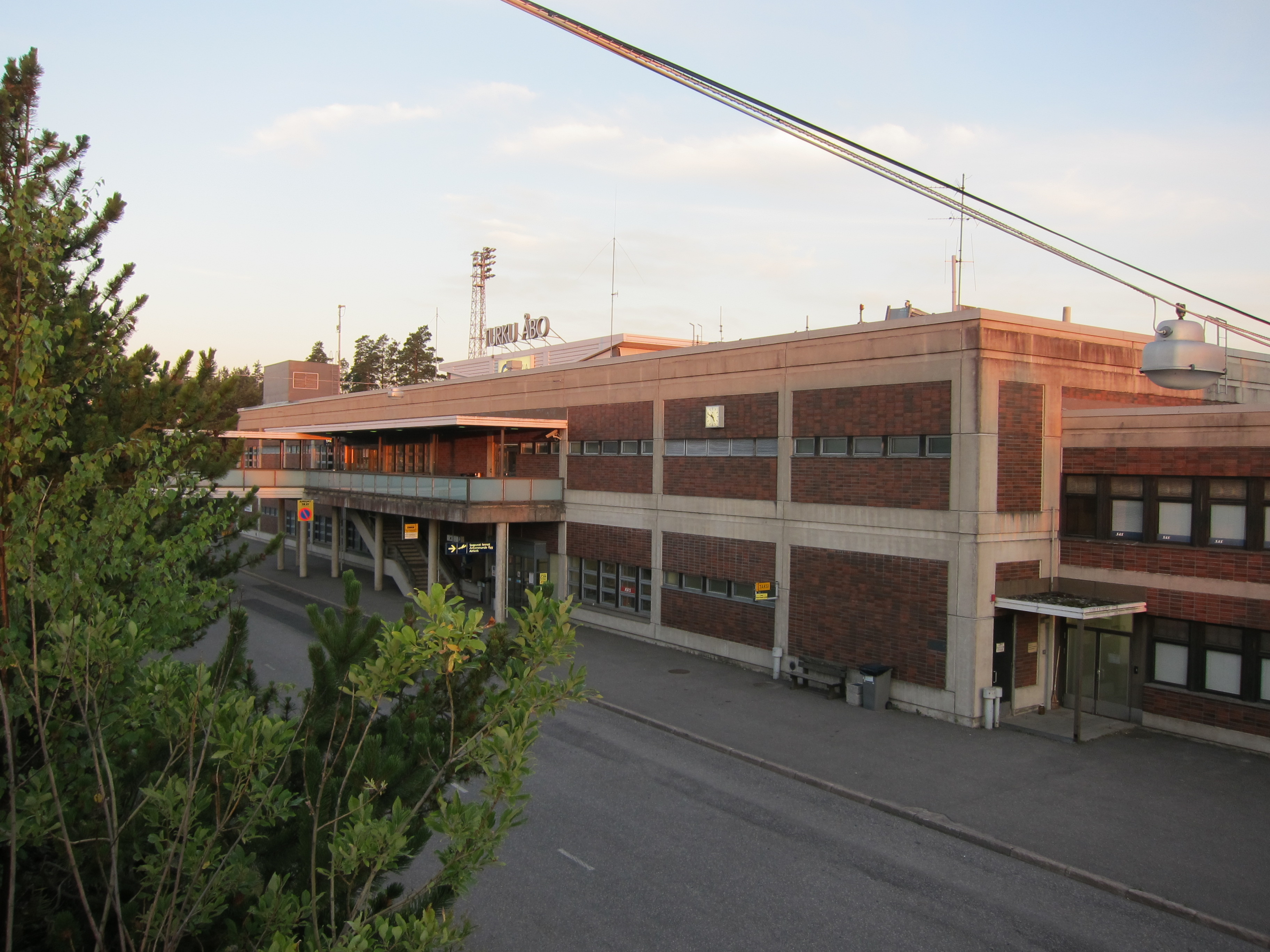
Terminal 1

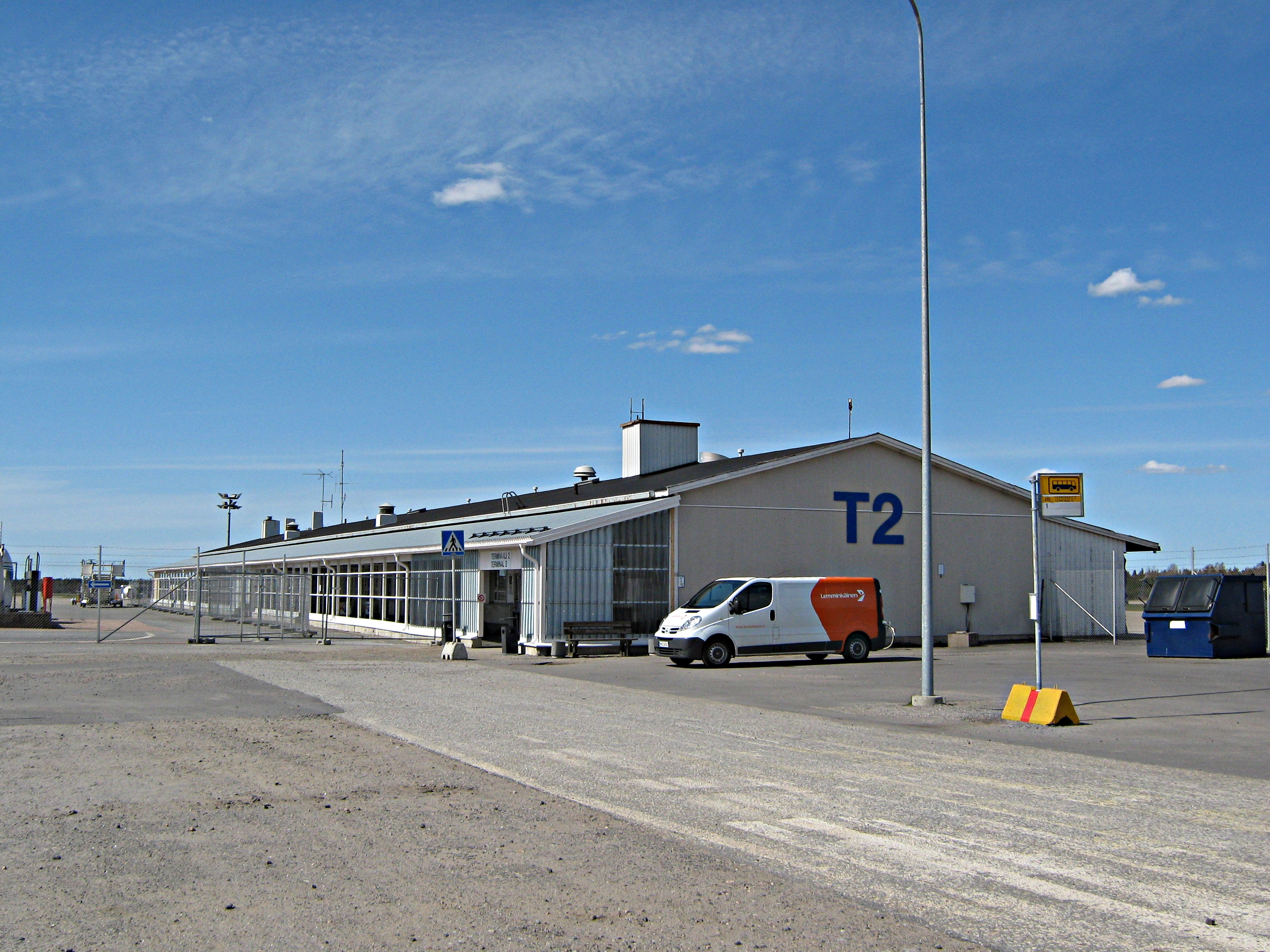
Terminal 2, используемый низкобюджетными перевозчиками

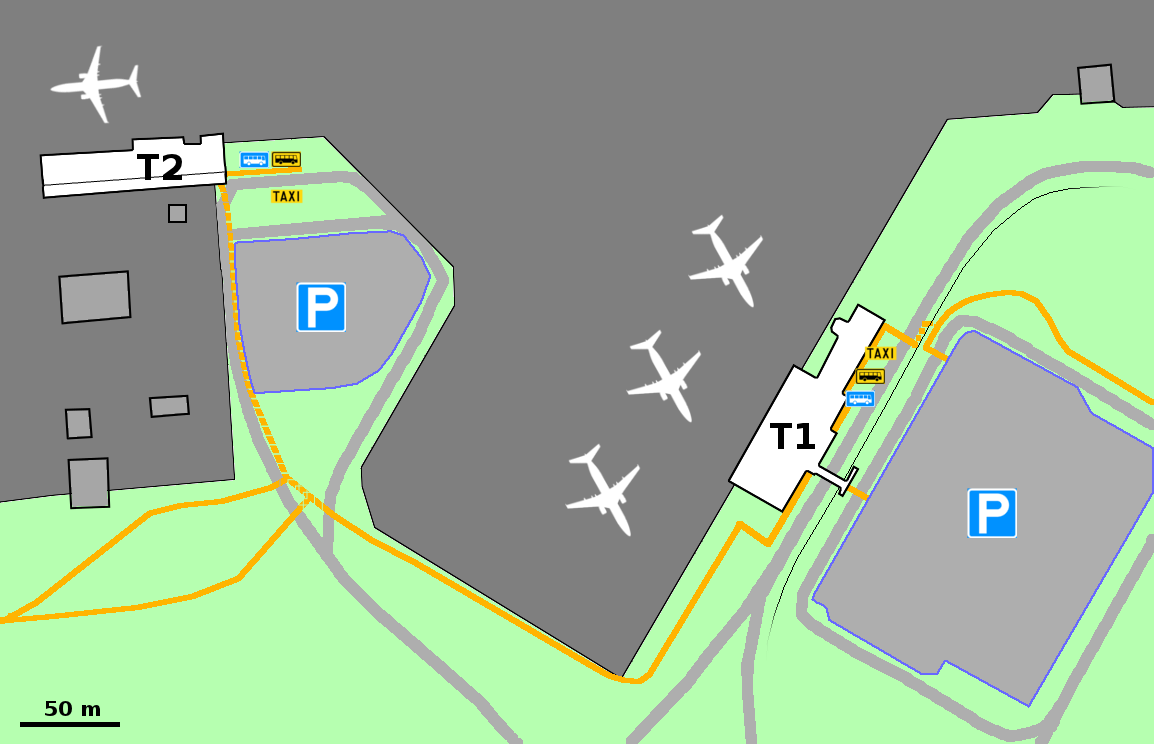
Схема терминалов Турку